# Nederlands voetbalelftal (vrouwen)
Het Nederlands vrouwenvoetbalelftal is een team van vrouwelijke voetballers dat Nederland vertegenwoordigt in internationale wedstrijden. Het team wordt ook wel de "OranjeLeeuwinnen", genoemd waarmee verwezen wordt naar de kleur van het shirt, waarmee weer wordt verwezen naar de Nederlandse koninklijke familie Oranje-Nassau en het logo van het team, een heraldisch gestileerde 'lioness rampant' (klimmende leeuwin). Het elftal werd in 2017 Europees kampioen en eindigde tweede tijdens het wereldkampioenschap in 2019.

## Historie

### Eerste interlands
Op 16 april 1955 werd de Nederlandse Damesvoetbalbond (NDVB) opgericht en werd er op clubniveau gespeeld. De eerste officieuze interland werd op 23 september 1956 in het Stadion Mathias Stinnes in Essen gespeeld tegen West-Duitsland (2–1 nederlaag). De veertienjarige Lenie van der Jagt scoorde het Nederlandse doelpunt. In 1971 werd de NDVB opgenomen in de KNVB.
Het Nederlands vrouwenelftal speelde voor het eerst een interland die officieel werd goedgekeurd door de UEFA en de FIFA tegen Frankrijk op 17 april 1971. In Hazebroek werd er met 4–0 verloren van de Franse vrouwen. De eerste door de KNVB goedgekeurde interland werd echter zo'n twee en een half jaar later gespeeld tegen Engeland op 9 november 1973 op Elm Park in Maidenhead. Nederland verloor dit duel met 1–0 door een doelpunt van McGroarty.
|                                                     |               |               |           | |
| 9 november 1973                                     | Engeland      | 1 – 0 (1 – 0) | Nederland | Opstelling Nederland: |
| Elm Park, Maidenhead 3.000 toeschouwers K.C. Walker | McGroarty 34' |               |           | Van de Bungelaar (60' Van Rooyen-Vernooij), Schlimbach-Smit, Popeyus, Wellenberg, Deen (36' De Kort), Andeweg-De Vroedt, De Jong-Welgraven, Fuchs, Van Hoof, Van Asdonck-Van Rooijen, Van Elderen (36' Van de Veen) Bondscoach: Bert Wouterse |

De eerste overwinning volgde in het Zwitserse Schaffhausen op 11 mei 1974. Tegen Zwitserland won de Nederlandse ploeg met 0–3. Tot 1982 werd er uitsluitend op vriendschappelijke basis gespeeld. Tot die tijd bestond er nog geen officieel toernooi voor vrouwenteams. De grootste zege die geboekt werd was een 15–0-overwinning op Indonesië op 25 oktober 2024 in Doetinchem. De grootste nederlaag werd geleden tegen Zweden. In Borås ging de Nederlandse ploeg op 26 september 1981 met 7–0 onderuit. In 1982 startten de kwalificaties voor het eerste Europees kampioenschap voor vrouwen, waaraan Nederland ook deelnam.

### Officiële wedstrijden

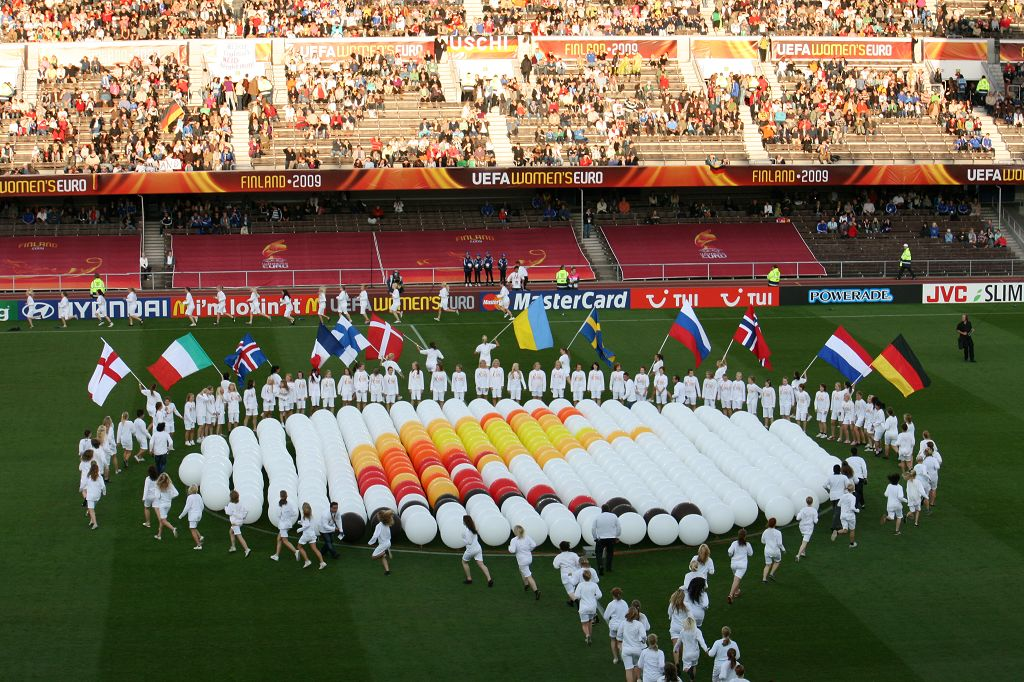
Ceremonie tijdens het EK 2009 in Finland

Het Nederlands vrouwenvoetbalelftal speelde zijn eerste, niet vriendschappelijke, wedstrijd op 25 september 1982 tegen buurland België. In Brussel begon het elftal de kwalificatie voor het EK met een 3–2 nederlaag. Uiteindelijk eindigde het elftal achter Denemarken als tweede in de kwalificatiegroep, waarmee Oranje uitgeschakeld was. Voor de EK's van 1989, 1991 en 1993 werd de kwalificatiegroep wél overleefd, maar strandde het elftal in de kwartfinales, hetgeen destijds niet genoeg was om het eindtoernooi te bereiken. Ondertussen organiseerde de FIFA ook het eerste wereldkampioenschap. De eerste kwalificatie daarvoor werd door de UEFA gecombineerd met de kwalificatie voor het EK van 1991. Plaatsing voor het eerste WK werd op één doelpunt gemist. Na het EK van 1997 werden de Europese kampioenschappen nog maar eens in de vier jaar gehouden in plaats van om de twee jaar zoals na 1987 het gebruik was.
In 2008 slaagde het Nederlands elftal er voor het eerst in zich te plaatsen voor een eindronde. Nadat voor het EK 2009 in de kwalificatiegroep Nederland als tweede achter de latere kampioen Duitsland geëindigd was, slaagde het team van bondscoach Vera Pauw erin Spanje over twee wedstrijden te verslaan, waarmee de kwalificatie een feit was. Op het EK eindigde Nederland als tweede in de groep achter gastland Finland. In de kwartfinales werd na strafschoppen van Frankrijk gewonnen. Engeland bleek in de halve finales uiteindelijk te sterk. Nadat in reguliere speeltijd Marlous Pieëte Nederland nog weer op gelijke hoogte had gebracht, sloegen de Engelse vrouwen vlak voor het eind van de verlenging alsnog toe.
Na het succesvolle EK volgde een kwalificatiereeks voor het WK 2011. Al vroeg bleek dat het een lastige opgave zou worden om groepswinnaar te worden, nadat in de eerste wedstrijd van Noorwegen verloren werd. De Noren werden uiteindelijk ook eerste in de poule, waardoor Nederland uitgeschakeld was. Vlak na de kwalificatiereeks werd bekend dat Zweden het EK 2013 mocht organiseren. Een domper voor Nederland, die net als voor het EK 2009 kandidaat waren om het toernooi te organiseren. Nederland kwalificeerde zich wel voor dit toernooi, maar verdween in Zweden al na de eerste ronde uit het toernooi.
Op 27 november 2014 plaatsten de Oranjevrouwen zich voor het WK 2015 in Canada. Dat was het eerste WK in hun geschiedenis. Op dat WK wisten ze de groepsfase te overleven na een overwinning (0–1) op Nieuw-Zeeland, een nederlaag (1–0) tegen China en een gelijkspel (1–1) tegen gastland Canada. In de achtste finale stuitte ze op regerend wereldkampioen Japan. Ze verloren die wedstrijd met 2–1 waardoor dit de laatste wedstrijd op het WK 2015 was.
Het Europees kampioenschap 2017 werd georganiseerd in eigen land. In de groepsfase won Nederland alle wedstrijden. Op 3 augustus 2017 bereikte het Nederlands elftal voor het eerst de finale van een Europees Kampioenschap nadat het Engeland met 3–0 wist te verslaan in de halve finale. Op 6 augustus 2017 werden de Nederlandse vrouwen Europees kampioen door met 4–2 te winnen van Denemarken. Lieke Martens werd na de finale uitgeroepen tot speelster van het toernooi.
|                                                               |                                        |               |                            | |
| 6 augustus 2017                                               | Nederland                              | 4 – 2 (2 – 2) | Denemarken                 | Opstelling Nederland: |
| De Grolsch Veste, Enschede 28.182 toeschouwers Esther Staubli | Miedema 10' 89' Martens 28' Spitse 51' |               | 6' (pen.) Nadim 33' Harder | Van Veenendaal, Van Lunteren (57' Janssen), Dekker, Van der Gragt, Van Es, (90+4' Van den Berg), Groenen, Van de Donk, Spitse, Van de Sanden, (90' Jansen), Miedema, Martens Bondscoach: Sarina Wiegman |

## FIFA-wereldranglijst
Betreft klassering aan het einde van het jaar
| 2003 | 2004 | 2005 | 2006 | 2007 | 2008 | 2009 | 2010 | 2011 | 2012 | 2013 | 2014 | 2015 | 2016 | 2017 | 2018 | 2019 | 2020 | 2021 | 2022 | 2023 | 2024 |
| ---- | ---- | ---- | ---- | ---- | ---- | ---- | ---- | ---- | ---- | ---- | ---- | ---- | ---- | ---- | ---- | ---- | ---- | ---- | ---- | ---- | ---- |
| 15   | 17   | 17   | 18   | 18   | 17   | 17   | 15   | 14   | 14   | 14   | 11   | 12   | 12   | 7    | 7    | 3    | 4    | 5    | 8    | 7    | 10   |

## Prestaties op eindronden
| Jaar   | Ronde               | GS                  | W                   | G                   | V                   | DV                  | DT                  |
| ------ | ------------------- | ------------------- | ------------------- | ------------------- | ------------------- | ------------------- | ------------------- |
| 1984   | Niet gekwalificeerd | Niet gekwalificeerd | Niet gekwalificeerd | Niet gekwalificeerd | Niet gekwalificeerd | Niet gekwalificeerd | Niet gekwalificeerd |
| 1987   | Niet gekwalificeerd | Niet gekwalificeerd | Niet gekwalificeerd | Niet gekwalificeerd | Niet gekwalificeerd | Niet gekwalificeerd | Niet gekwalificeerd |
| 1989   | Niet gekwalificeerd | Niet gekwalificeerd | Niet gekwalificeerd | Niet gekwalificeerd | Niet gekwalificeerd | Niet gekwalificeerd | Niet gekwalificeerd |
| 1991   | Niet gekwalificeerd | Niet gekwalificeerd | Niet gekwalificeerd | Niet gekwalificeerd | Niet gekwalificeerd | Niet gekwalificeerd | Niet gekwalificeerd |
| 1993   | Niet gekwalificeerd | Niet gekwalificeerd | Niet gekwalificeerd | Niet gekwalificeerd | Niet gekwalificeerd | Niet gekwalificeerd | Niet gekwalificeerd |
| 1995   | Niet gekwalificeerd | Niet gekwalificeerd | Niet gekwalificeerd | Niet gekwalificeerd | Niet gekwalificeerd | Niet gekwalificeerd | Niet gekwalificeerd |
| 1997   | Niet gekwalificeerd | Niet gekwalificeerd | Niet gekwalificeerd | Niet gekwalificeerd | Niet gekwalificeerd | Niet gekwalificeerd | Niet gekwalificeerd |
| 2001   | Niet gekwalificeerd | Niet gekwalificeerd | Niet gekwalificeerd | Niet gekwalificeerd | Niet gekwalificeerd | Niet gekwalificeerd | Niet gekwalificeerd |
| 2005   | Niet gekwalificeerd | Niet gekwalificeerd | Niet gekwalificeerd | Niet gekwalificeerd | Niet gekwalificeerd | Niet gekwalificeerd | Niet gekwalificeerd |
| 2009   | Halve finale        | 5                   | 2                   | 1                   | 2                   | 6                   | 5                   |
| 2013   | Groepsfase          | 3                   | 0                   | 1                   | 2                   | 0                   | 2                   |
| 2017   | Winnaar             | 6                   | 6                   | 0                   | 0                   | 13                  | 3                   |
| 2022   | Kwartfinale         | 4                   | 2                   | 1                   | 1                   | 8                   | 6                   |
| 2025   | Groepsfase          | 3                   | 1                   | 0                   | 2                   | 5                   | 9                   |
| Totaal | 5/14                | 21                  | 11                  | 3                   | 7                   | 32                  | 25                  |

| Jaar   | Ronde                          | GS                             | W                              | G                              | V                              | DV                             | DT                             |
| ------ | ------------------------------ | ------------------------------ | ------------------------------ | ------------------------------ | ------------------------------ | ------------------------------ | ------------------------------ |
| 1991   | Niet gekwalificeerd            | Niet gekwalificeerd            | Niet gekwalificeerd            | Niet gekwalificeerd            | Niet gekwalificeerd            | Niet gekwalificeerd            | Niet gekwalificeerd            |
| 1995   | Niet gekwalificeerd            | Niet gekwalificeerd            | Niet gekwalificeerd            | Niet gekwalificeerd            | Niet gekwalificeerd            | Niet gekwalificeerd            | Niet gekwalificeerd            |
| 1999   | Niet gekwalificeerd            | Niet gekwalificeerd            | Niet gekwalificeerd            | Niet gekwalificeerd            | Niet gekwalificeerd            | Niet gekwalificeerd            | Niet gekwalificeerd            |
| 2003   | Niet gekwalificeerd            | Niet gekwalificeerd            | Niet gekwalificeerd            | Niet gekwalificeerd            | Niet gekwalificeerd            | Niet gekwalificeerd            | Niet gekwalificeerd            |
| 2007   | Niet gekwalificeerd            | Niet gekwalificeerd            | Niet gekwalificeerd            | Niet gekwalificeerd            | Niet gekwalificeerd            | Niet gekwalificeerd            | Niet gekwalificeerd            |
| 2011   | Niet gekwalificeerd            | Niet gekwalificeerd            | Niet gekwalificeerd            | Niet gekwalificeerd            | Niet gekwalificeerd            | Niet gekwalificeerd            | Niet gekwalificeerd            |
| 2015   | Achtste finale                 | 4                              | 1                              | 1                              | 2                              | 3                              | 4                              |
| 2019   | Tweede                         | 7                              | 6                              | 0                              | 1                              | 11                             | 5                              |
| 2023   | Kwartfinale                    | 5                              | 3                              | 1                              | 1                              | 12                             | 3                              |
| 2027   | kwalificatie nog niet begonnen | kwalificatie nog niet begonnen | kwalificatie nog niet begonnen | kwalificatie nog niet begonnen | kwalificatie nog niet begonnen | kwalificatie nog niet begonnen | kwalificatie nog niet begonnen |
| Totaal | 3/10                           | 16                             | 10                             | 2                              | 4                              | 26                             | 12                             |

| Jaar   | Ronde               | GS                  | W                   | G                   | V                   | DV                  | DT                  |
| ------ | ------------------- | ------------------- | ------------------- | ------------------- | ------------------- | ------------------- | ------------------- |
| 1996   | Niet gekwalificeerd | Niet gekwalificeerd | Niet gekwalificeerd | Niet gekwalificeerd | Niet gekwalificeerd | Niet gekwalificeerd | Niet gekwalificeerd |
| 2000   | Niet gekwalificeerd | Niet gekwalificeerd | Niet gekwalificeerd | Niet gekwalificeerd | Niet gekwalificeerd | Niet gekwalificeerd | Niet gekwalificeerd |
| 2004   | Niet gekwalificeerd | Niet gekwalificeerd | Niet gekwalificeerd | Niet gekwalificeerd | Niet gekwalificeerd | Niet gekwalificeerd | Niet gekwalificeerd |
| 2008   | Niet gekwalificeerd | Niet gekwalificeerd | Niet gekwalificeerd | Niet gekwalificeerd | Niet gekwalificeerd | Niet gekwalificeerd | Niet gekwalificeerd |
| 2012   | Niet gekwalificeerd | Niet gekwalificeerd | Niet gekwalificeerd | Niet gekwalificeerd | Niet gekwalificeerd | Niet gekwalificeerd | Niet gekwalificeerd |
| 2016   | Niet gekwalificeerd | Niet gekwalificeerd | Niet gekwalificeerd | Niet gekwalificeerd | Niet gekwalificeerd | Niet gekwalificeerd | Niet gekwalificeerd |
| 2021   | Kwartfinale         | 4                   | 2                   | 2                   | 0                   | 23                  | 10                  |
| 2024   | Niet gekwalificeerd | Niet gekwalificeerd | Niet gekwalificeerd | Niet gekwalificeerd | Niet gekwalificeerd | Niet gekwalificeerd | Niet gekwalificeerd |
| Totaal | 1/8                 | 4                   | 2                   | 2                   | 0                   | 23                  | 10                  |

### EK 2017
|                                                     |                                |         |        |                     |        |
|                                                     |                                |         |        |                     |        |
|                                                     |                                |         |        |                     |        |
| Nr.                                                 | Naam                           | Wed.    | Dlpnt. | Club                | Debuut |
| Doel                                                |                                |         |        |                     |        |
| 1                                                   | Sari van Veenendaal            | 6 (38)  | −3     | Arsenal             | 2011   |
| 16                                                  | Angela Christ 28 jaar          | 0 (16)  | 0      | PSV                 | 2009   |
| 23                                                  | Loes Geurts 31 jaar            | 0 (117) | 0      | Paris Saint-Germain | 2005   |
| Verdediging                                         |                                |         |        |                     |        |
| 2                                                   | Desiree van Lunteren 24 jaar   | 5 (51)  | 0      | Ajax                | 2012   |
| 3                                                   | Stefanie van der Gragt 24 jaar | 6 (43)  | 0 (3)  | Ajax                | 2013   |
| 4                                                   | Mandy van den Berg 25 jaar     | 4 (90)  | 0 (6)  | Reading             | 2010   |
| 5                                                   | Kika van Es 25 jaar            | 6 (43)  | 0      | FC Twente           | 2009   |
| 17                                                  | Kelly Zeeman 22 jaar           | 2 (20)  | 0      | Ajax                | 2013   |
| 19                                                  | Sheila van den Bulk 28 jaar    | 0 (4)   | 0      | Djurgårdens IF      | 2016   |
| 20                                                  | Dominique Janssen 22 jaar      | 1 (23)  | 0      | Arsenal             | 2014   |
| 22                                                  | Liza van der Most 23 jaar      | 1 (7)   | 0      | Ajax                | 2014   |
| Middenveld                                          |                                |         |        |                     |        |
| 6                                                   | Anouk Dekker 30 jaar           | 6 (67)  | 0 (6)  | Montpellier         | 2009   |
| 8                                                   | Sherida Spitse 27 jaar         | 6 (138) | 3 (22) | FC Twente           | 2006   |
| 10                                                  | Daniëlle van de Donk 25 jaar   | 6 (71)  | 1 (11) | Arsenal             | 2010   |
| 12                                                  | Jill Roord 20 jaar             | 3 (19)  | 0 (3)  | Bayern München      | 2015   |
| 14                                                  | Jackie Groenen 22 jaar         | 6 (25)  | 0 (1)  | FFC Frankfurt       | 2016   |
| 15                                                  | Sisca Folkertsma 20 jaar       | 0 (7)   | 0      | PSV                 | 2016   |
| Aanval                                              |                                |         |        |                     |        |
| 7                                                   | Shanice van de Sanden 23 jaar  | 6 (46)  | 1 (10) | Liverpool           | 2008   |
| 9                                                   | Vivianne Miedema 20 jaar *     | 6 (57)  | 4 (45) | Arsenal             | 2013   |
| 11                                                  | Lieke Martens 24 jaar **       | 6 (80)  | 3 (33) | Rosengård           | 2011   |
| 13                                                  | Renate Jansen 26 jaar          | 4 (19)  | 0 (3)  | FC Twente           | 2010   |
| 18                                                  | Vanity Lewerissa 26 jaar       | 1 (10)  | 0      | PSV                 | 2015   |
| 21                                                  | Lineth Beerensteyn 20 jaar     | 3 (17)  | 0 (3)  | Bayern München      | 2016   |
| Bondscoach: Sarina Wiegman Supervisor Foppe de Haan |                                |         |        |                     |        |
| * Zilveren Schoen0000 ** Beste van het Toernooi     |                                |         |        |                     |        |

### WK 2019
|                            |                                |         |        |                         |        |
|                            |                                |         |        |                         |        |
|                            |                                |         |        |                         |        |
| Nr.                        | Naam                           | Wed.    | Dlpnt. | Club                    | Debuut |
| Doel                       |                                |         |        |                         |        |
| 1                          | Sari van Veenendaal 29 jaar *  | 7 (60)  | −5     | Clubloos                | 2011   |
| 16                         | Lize Kop 21 jaar               | 0 (1)   | 0      | Ajax                    | 2019   |
| 23                         | Loes Geurts 33 jaar            | 0 (123) | 0      | Kopparbergs/Göteborg FC | 2005   |
| Verdediging                |                                |         |        |                         |        |
| 2                          | Desiree van Lunteren 26 jaar   | 7 (78)  | 0      | SC Freiburg             | 2012   |
| 3                          | Stefanie van der Gragt 26 jaar | 5 (61)  | 1 (8)  | FC Barcelona            | 2013   |
| 4                          | Merel van Dongen 26 jaar       | 6 (33)  | 0 (1)  | Real Betis Sevilla      | 2015   |
| 5                          | Kika van Es 27 jaar            | 3 (61)  | 0      | Ajax                    | 2009   |
| 6                          | Anouk Dekker 32 jaar           | 4 (81)  | 1 (7)  | Montpellier             | 2009   |
| 18                         | Danique Kerkdijk 23 jaar       | 0 (14)  | 0      | Bristol City            | 2015   |
| 20                         | Dominique Janssen 25 jaar      | 7 (54)  | 1      | Arsenal                 | 2014   |
| 22                         | Liza van der Most 25 jaar      | 0 (13)  | 0      | Ajax                    | 2014   |
| Middenveld                 |                                |         |        |                         |        |
| 8                          | Sherida Spitse 29 jaar         | 7 (169) | 0 (30) | Vålerenga               | 2006   |
| 10                         | Daniëlle van de Donk 27 jaar   | 7 (100) | 0 (16) | Arsenal                 | 2010   |
| 12                         | Victoria Pelova 20 jaar        | 0 (3)   | 0      | Ajax                    | 2018   |
| 14                         | Jackie Groenen 22 jaar         | 7 (54)  | 1 (3)  | FFC Frankfurt           | 2016   |
| 15                         | Inessa Kaagman 23 jaar         | 0 (2)   | 0      | Everton                 | 2019   |
| 19                         | Jill Roord 22 jaar             | 7 (48)  | 1 (4)  | Bayern München          | 2015   |
| Aanval                     |                                |         |        |                         |        |
| 7                          | Shanice van de Sanden 26 jaar  | 7 (71)  | 0 (17) | Olympique Lyonnais      | 2008   |
| 9                          | Vivianne Miedema 23 jaar       | 7 (82)  | 3 (61) | Arsenal                 | 2013   |
| 11                         | Lieke Martens 26 jaar          | 7 (110) | 2 (44) | FC Barcelona            | 2011   |
| 13                         | Renate Jansen 28 jaar          | 1 (37)  | 0 (3)  | FC Twente               | 2010   |
| 17                         | Ellen Jansen 26 jaar           | 0 (15)  | 0 (1)  | Ajax                    | 2010   |
| 21                         | Lineth Beerensteyn 22 jaar     | 7 (47)  | 1 (10) | Bayern München          | 2016   |
| Bondscoach: Sarina Wiegman |                                |         |        |                         |        |
| * Gouden Handschoen        |                                |         |        |                         |        |

### OS 2021
| Nederlands vrouwenvoetbalelftal op de OS 2021 | Nederlands vrouwenvoetbalelftal op de OS 2021 | Nederlands vrouwenvoetbalelftal op de OS 2021 | Nederlands vrouwenvoetbalelftal op de OS 2021 | Nederlands vrouwenvoetbalelftal op de OS 2021 | Nederlands vrouwenvoetbalelftal op de OS 2021 |
| --------------------------------------------- | --------------------------------------------- | --------------------------------------------- | --------------------------------------------- | --------------------------------------------- | --------------------------------------------- |
|                                               |                                               |                                               |                                               |                                               |                                               |
|                                               |                                               |                                               |                                               |                                               |                                               |
|                                               |                                               |                                               |                                               |                                               |                                               |
| Nr.                                           | Naam                                          | Wed.                                          | Dlpnt.                                        | Club                                          | Debuut                                        |
| Doel                                          |                                               |                                               |                                               |                                               |                                               |
| 1                                             | Sari van Veenendaal 29 jaar *                 | (75)                                          |                                               | PSV                                           | 2011                                          |
| 16                                            | Lize Kop 21 jaar                              | (6)                                           |                                               | Ajax                                          | 2019                                          |
| 22                                            | Loes Geurts 33 jaar                           | (125)                                         |                                               | Kopparbergs/Göteborg FC                       | 2005                                          |
| Verdediging                                   |                                               |                                               |                                               |                                               |                                               |
| 2                                             | Lynn Wilms 21 jaar                            | (12)                                          | (1)                                           | FC Twente                                     | 2019                                          |
| 3                                             | Stefanie van der Gragt 28 jaar                | (75)                                          | (10)                                          | Ajax                                          | 2013                                          |
| 4                                             | Aniek Nouwen 22 jaar                          | (16)                                          | (1)                                           | PSV                                           | 2019                                          |
| 5                                             | Merel van Dongen 28 jaar                      | (51)                                          | (1)                                           | Atlético Madrid                               | 2015                                          |
| 12                                            | Sisca Folkertsma 24 jaar                      | (12)                                          |                                               | FC Twente                                     | 2016                                          |
| 15                                            | Kika van Es 29 jaar                           | (70)                                          | (0)                                           | FC Twente                                     | 2009                                          |
| 17                                            | Dominique Janssen 26 jaar                     | (71)                                          | (3)                                           | Wolfsburg                                     | 2014                                          |
| 21                                            | Anouk Dekker 34 jaar                          | (85)                                          | (7)                                           | Montpellier                                   | 2009                                          |
| Middenveld                                    |                                               |                                               |                                               |                                               |                                               |
| 8                                             | Sherida Spitse 31 jaar                        | (188)                                         | (42)                                          | Ajax                                          | 2006                                          |
| 10                                            | Daniëlle van de Donk 29 jaar                  | (114)                                         | (28)                                          | Arsenal                                       | 2010                                          |
| 13                                            | Victoria Pelova 22 jaar                       | (11)                                          |                                               | Ajax                                          | 2018                                          |
| 14                                            | Jackie Groenen 23 jaar                        | (71)                                          | (7)                                           | Manchester United FC                          | 2016                                          |
| 20                                            | Inessa Kaagman 25 jaar                        | (11)                                          | (0)                                           | Brighton & Hove Albion FC                     | 2019                                          |
| 6                                             | Jill Roord 24 jaar                            | (64)                                          | (11)                                          | Arsenal                                       | 2015                                          |
| Aanval                                        |                                               |                                               |                                               |                                               |                                               |
| 7                                             | Shanice van de Sanden 28 jaar                 | (85)                                          | (19)                                          | Wolfsburg                                     | 2008                                          |
| 9                                             | Vivianne Miedema 25 jaar                      | (96)                                          | (73)                                          | Arsenal                                       | 2013                                          |
| 11                                            | Lieke Martens 28 jaar                         | (123)                                         | (49)                                          | FC Barcelona                                  | 2011                                          |
| 18                                            | Lineth Beerensteyn 24 jaar                    | (66)                                          | (12)                                          | Bayern München                                | 2016                                          |
| 19                                            | Renate Jansen 30 jaar                         | (48)                                          | (4)                                           | FC Twente                                     | 2010                                          |
| Bondscoach: Sarina Wiegman                    |                                               |                                               |                                               |                                               |                                               |

## Huidige selectie
De onderstaande spelersgroep is de recenste selectie voor de EK-wedstrijden tussen 2 en 27 juli 2025.
Aantal interlands en goals zijn bijgewerkt tot en met de wedstrijd tegen  Frankrijk op 13 juli 2025.

### Spelers
|             |                      |      |        |                       |
|             |                      |      |        |                       |
|             |                      |      |        |                       |
| Nr.         | Naam                 | Wed. | Dlpnt. | Club                  |
| Doel        |                      |      |        |                       |
| 1           | Daphne van Domselaar | 37   | 0      | Arsenal               |
| 16          | Lize Kop             | 15   | 0      | Tottenham Hotspur     |
| 23          | Daniëlle de Jong     | 1    | 0      | Juventus FC           |
| Verdediging |                      |      |        |                       |
| 2           | Lynn Wilms           | 55   | 1      | Aston Villa WFC       |
| 3           | Caitlin Dijkstra     | 30   | 1      | Vfl Wolfsburg         |
| 4           | Veerle Buurman       | 8    | 1      | Chelsea               |
| 18          | Kerstin Casparij     | 48   | 0      | Manchester City       |
| 20          | Dominique Janssen    | 128  | 6      | Manchester United     |
| 22          | Ilse van der Zanden  | 4    | 0      | ACF Fiorentina        |
| Middenveld  |                      |      |        |                       |
| 6           | Jill Roord           | 111  | 30     | FC Twente             |
| 8           | Sherida Spitse       | 247  | 46     | Ajax                  |
| 10          | Daniëlle van de Donk | 171  | 38     | London City Lionesses |
| 14          | Jackie Groenen       | 128  | 10     | PSG                   |
| 17          | Victoria Pelova      | 63   | 4      | Arsenal               |
| 19          | Wieke Kaptein        | 24   | 2      | Chelsea               |
| 21          | Damaris Egurrola     | 43   | 7      | Olympique Lyonnais    |
| Aanval      |                      |      |        |                       |
| 5           | Romée Leuchter       | 23   | 5      | PSG                   |
| 7           | Lineth Beerensteyn   | 117  | 39     | Vfl Wolfsburg         |
| 9           | Vivianne Miedema     | 127  | 100    | Manchester City       |
| 11          | Esmee Brugts         | 49   | 11     | Barcelona             |
| 12          | Chasity Grant        | 20   | 1      | Aston Villa           |
| 13          | Renate Jansen        | 72   | 8      | PSV                   |
| 15          | Katja Snoeijs        | 38   | 12     | Everton               |

### Staf
|                      |                |
|                      |                |
|                      |                |
| Naam                 | Functie        |
| Technische staf      |                |
| Andries Jonker       | Bondscoach     |
| Janneke Bijl         | Assistent      |
| Arvid Smit           | Assistent      |
| Erskine Schoenmakers | Keeperstrainer |
| Overige staf         |                |
| Hanneke Mensink      | Perschef       |

## Teamrecords

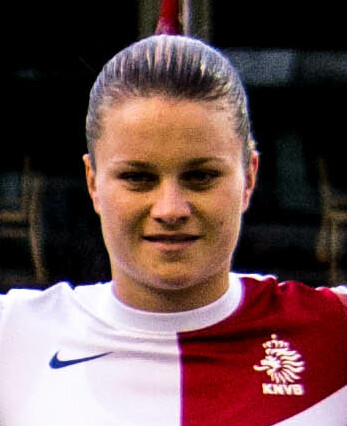
Sherida Spitse speelde de meeste interlands

### Meeste interlands

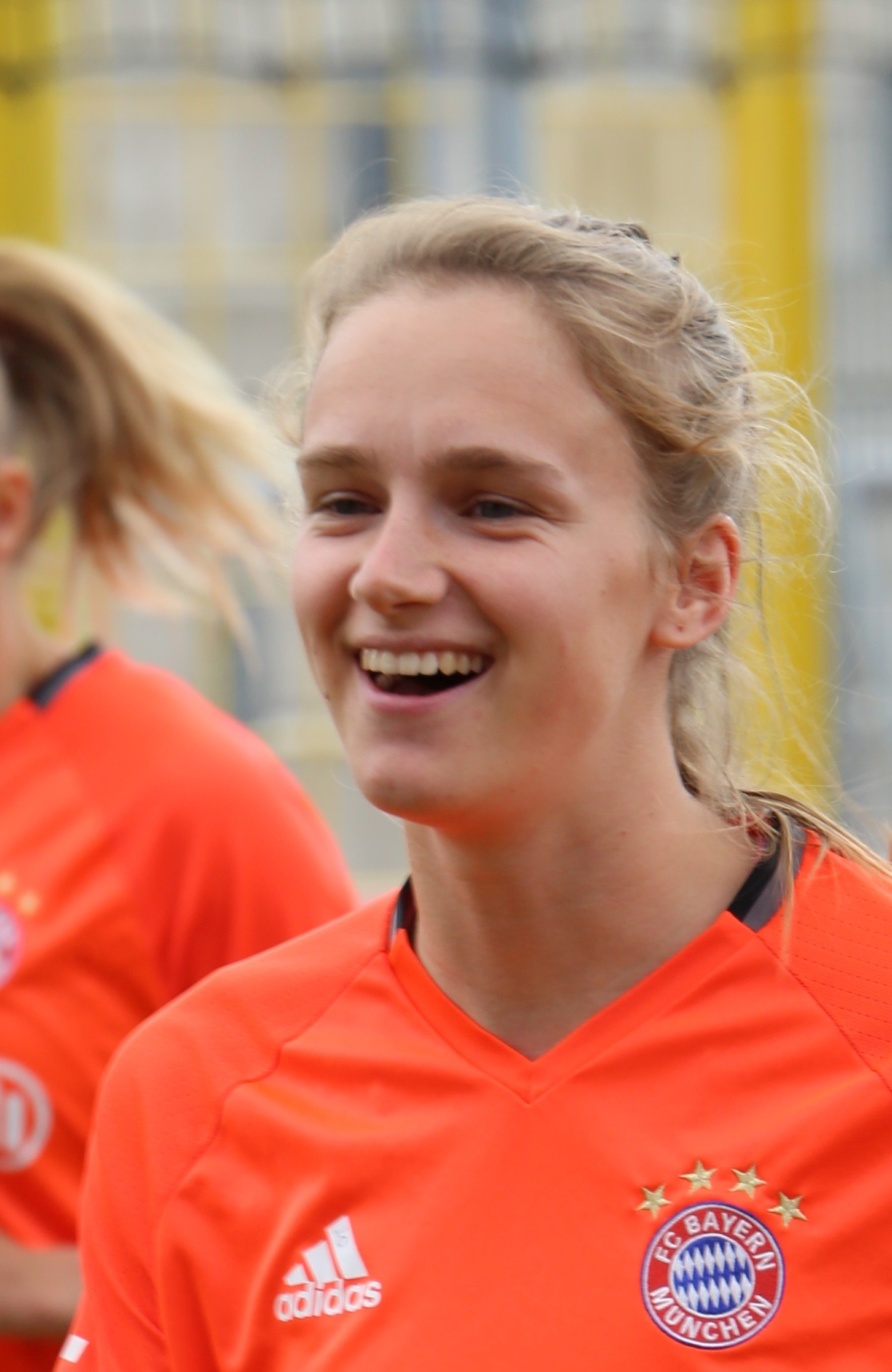
Vivianne Miedema is de topscorer aller tijden

|    | Naam                       | Carrière     | Interlands | Doelpunten |
| -- | -------------------------- | ------------ | ---------- | ---------- |
| 1  | Sherida Spitse             | 2006 – heden | 247        | 46         |
| 2  | Daniëlle van de Donk       | 2010 – heden | 171        | 38         |
| 3  | Lieke Martens              | 2011 – 2024  | 160        | 62         |
| 4  | Annemieke Kiesel-Griffioen | 1995 – 2011  | 156        | 19         |
| 5  | Dyanne Bito                | 2000 – 2015  | 146        | 6          |
| 6  | Marleen Wissink            | 1989 – 2006  | 141        | 0          |
| 7  | Daphne Koster              | 1997 – 2017  | 139        | 7          |
| 8  | Manon Melis                | 2004 – 2016  | 136        | 59         |
| 9  | Loes Geurts                | 2005 – 2019  | 125        | 0          |
| 10 | Jackie Groenen             | 2016 – heden | 128        | 10         |
| 10 | Dominique Janssen          | 2014 – heden | 128        | 6          |

### Topscorers aller tijden

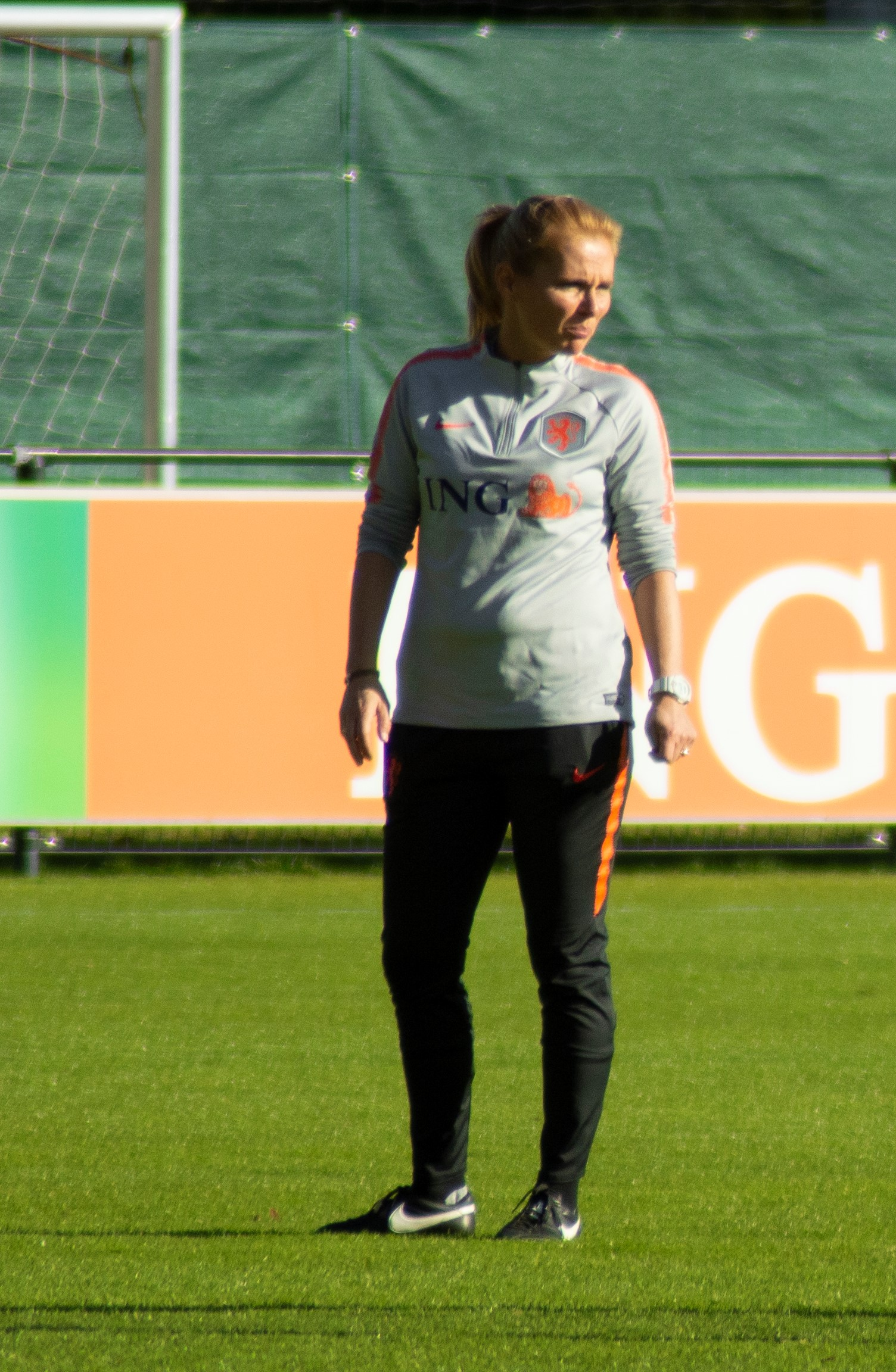
Meeste wedstrijden als bondscoach: Sarina Wiegman

|    | Naam                  | Carrière     | Doelpunten | Interlands | Dlp/Intl |
| -- | --------------------- | ------------ | ---------- | ---------- | -------- |
| 1  | Vivianne Miedema      | 2013 – heden | 100        | 127        | 0,79     |
| 2  | Lieke Martens         | 2011 – 2024  | 62         | 160        | 0,39     |
| 3  | Manon Melis           | 2005 – 2016  | 59         | 136        | 0,43     |
| 4  | Sherida Spitse        | 2006 – heden | 46         | 247        | 0,19     |
| 5  | Lineth Beerensteyn    | 2016 – heden | 39         | 117        | 0,33     |
| 6  | Daniëlle van de Donk  | 2010 – heden | 38         | 171        | 0,22     |
| 7  | Sylvia Smit           | 2004 – 2013  | 31         | 106        | 0,29     |
| 8  | Jill Roord            | 2015 – heden | 30         | 111        | 0,27     |
| 9  | Marjoke de Bakker     | 1979 – 1991  | 29         | 61         | 0,48     |
| 10 | Shanice van de Sanden | 2008 – heden | 21         | 97         | 0,22     |

### Coaches
De tien coaches met de meeste wedstrijden:
|    | Naam               | Periode(s)           | Wed | W  | G | V  |
| -- | ------------------ | -------------------- | --- | -- | - | -- |
| 1  | Sarina Wiegman     | 2015, 2017–2021      | 79  | 56 | 7 | 16 |
| 2  | Vera Pauw          | 2004–2010            | 73  |    |   |    |
| 3  | Roger Reijners     | 2010–2015            | 65  |    |   |    |
| 4  | Ruud Dokter        | 1995–2000            | 64  |    |   |    |
| 5  | Andries Jonker     | 2001, 2022–2025      | 51  | 29 | 7 | 15 |
| 6  | Bert van Lingen    | 1979–1986, 1989–1991 | 46  |    |   |    |
| 7  | Frans de Kat       | 2001–2004            | 27  |    |   |    |
| 8  | Jan Derks          | 1991–1994            | 19  |    |   |    |
| 9  | Mark Parsons       | 2021–2022            | 18  | 10 | 5 | 3  |
| 10 | Arjan van der Laan | 2015–2016            | 16  |    |   |    |
|    | Arjan Veurink      | 2017, vanaf 2025     | 9   | 6  | 0 | 3  |

## Wetenswaardigheden

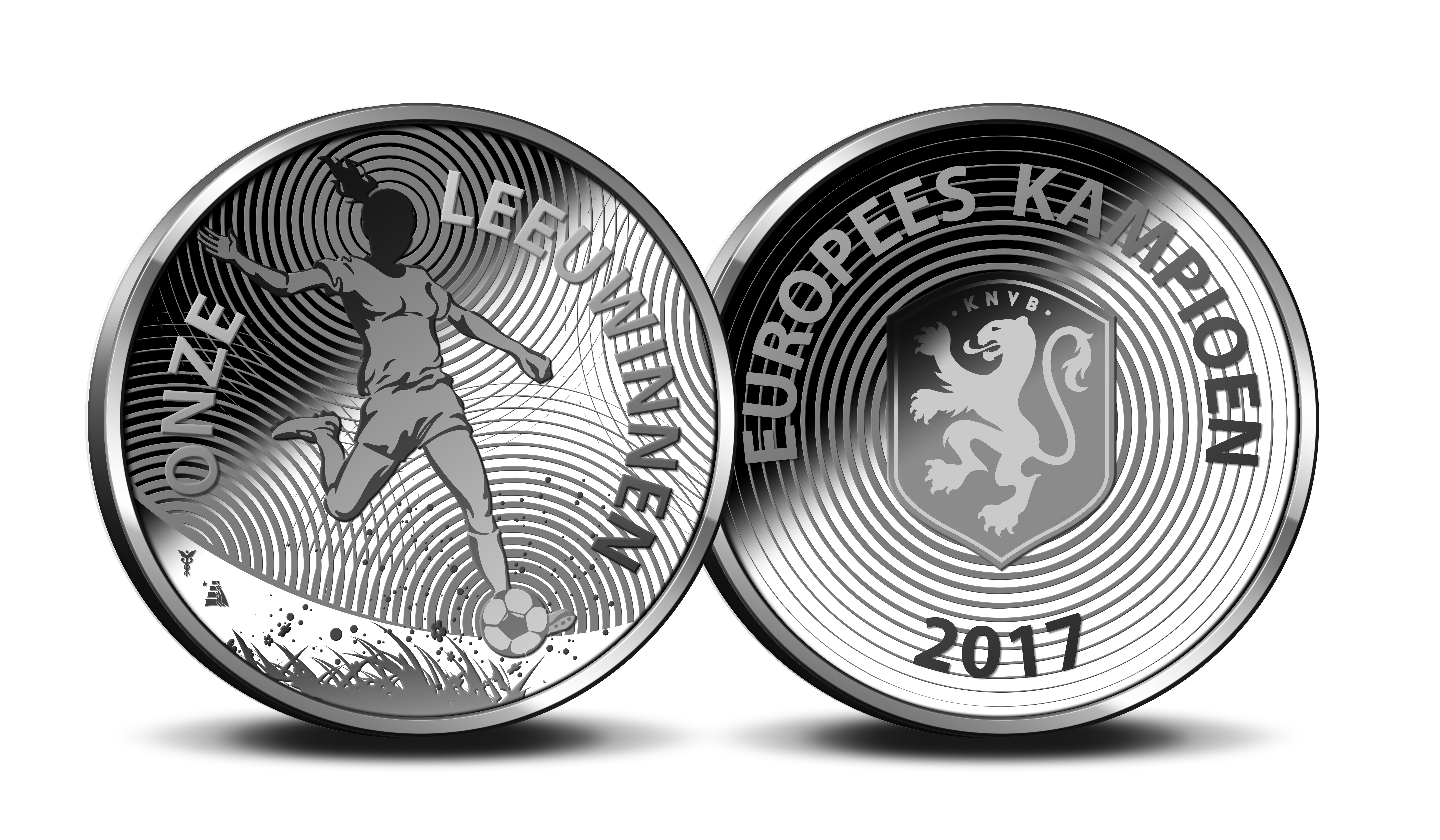
2017 Oranje Leeuwinnen-penning, ontworpen door Hennie Bouwe.

- 2017 Oranje Leeuwinnen-penning, ontworpen door Hennie Bouwe.In 2017 kregen de Oranjeleeuwinnen de Joke Smit-prijs bestemd voor een persoon, groep of instantie die een fundamentele bijdrage levert aan de verbetering van de positie van vrouwen in Nederland.[17]
- De geplande vriendschappelijke wedstrijd op vrijdag 15 september 2017 in en tegen Denemarken ging niet door aangezien de Deense internationals in staking waren om betere arbeidsvoorwaarden af te dwingen van de Deense voetbalbond. In plaats daarvan werd er achter gesloten deuren een wedstrijd gespeeld tegen de Red Flames.[18]
- In 2017 verscheen de Oranje Leeuwinnen-penning, een officiële uitgifte van de Koninklijke Nederlandse Munt ter ere van het EK vrouwenvoetbal in Nederland.
- Sinds de openingswedstrijd van het EK in 2017 in eigen land hebben de Oranjeleeuwinnen tijdens hun 17 thuiswedstrijden (van 16 juli 2017 t/m 8 oktober 2019) 351.231 toeschouwers getrokken, wat een gemiddelde is van 20.660 toeschouwers per wedstrijd. Het toeschouwersrecord bij een thuiswedstrijd staat op 30.640.